# Intervalový odhad
Intervalový odhad ve statistice je interval hodnot, ve kterém lze očekávat výskyt neznámého parametru populace. Například lze na základě měření výběrového vzorku studentů říct, že „neznámá střední hodnota výšky chlapců v naší třídě leží mezi 165 a 185 cm“, což říká, že intervalový odhad střední hodnoty výšky dané populace chlapců je <165 cm, 185 cm>. Intervalové odhady jsou jedním ze tří hlavních typů výstupů statistické analýzy, a to vedle bodových odhadů a testování statistických hypotéz (statistického rozhodování). Do vědeckého použití je zavedl Jerzy Neyman roku 1937. Hlavní typy intervalových odhadů jsou:
- intervaly spolehlivosti (frekventistické)
- konfidenční oblasti (bayesovské)
- toleranční intervaly (v nichž se nachází určitý podíl populace)
- predikční intervaly (v nichž se nejspíš bude v nacházet budoucí hodnota)